# アンリ1世 (ウー伯)
アンリ1世（Henri Ier, comte d'Eu, 1075年ごろ - 1140年7月12日）は、ウー伯ギヨーム2世とベアトリス・ド・ビュリの息子。ウー伯およびヘイスティングス領主（在位：1096年 - 1140年）。父ギヨーム2世は、イングランド王ウィリアム2世に対して反乱を起こし、1096年に死去した。

## 生涯
アンリ1世は長男として父ギヨーム2世の跡を継いでウー伯およびヘイスティングス領主となった。1101年、イングランド王位を奪取したばかりのヘンリー1世と対立するノルマンディー公ロベール2世を支持した。ロベール2世はイングランドに侵攻するためにウー伯の領土であるル・トレポールを離れた。オーデリック・ヴィタリスは、1104年にアンリ1世がまだノルマンディーにいたときにイングランド王に降伏したと記している。アンリ1世は1106年のタンシュブレーの戦いにおいてイングランド王ヘンリー1世側として戦い、ロベール2世は捕虜となり、生涯捕らわれの身となった。
アンリ1世は、フランドル伯ボードゥアン7世、アンジュー伯フルク5世、フランス王ルイ6世からなる同盟にロベール2世の息子ギヨーム・クリトンを引き入れた。1117年、アンリとユーグ・ド・グルネーはヘンリー1世にルーアンで捕らえられた。しかし神妙にふるまう約束と2代サリー伯ウィリアム・ド・ワーレンの要請により、アンリらは釈放された。それにもかかわらず、アンリとユーグはオマール伯エティエンヌと協力して北東部で反乱を主導し、ボードゥアン7世に軍事支援を提供した。反乱は1118年9月にビュール＝アン＝ブレイの戦いにより終結し、ボードゥアン7世は致命傷を負った。アンリ1世はヘンリー1世の側に戻った。
数か月後の1119年8月20日、ノルマン軍とフランス王軍との間でブレミュールの戦いが始まったとき、アンリはヘンリー1世に同行した貴族の1人であった。フランス軍は押し流され、ルイ6世は逃亡してレ＝ザンドリの要塞に避難しなければならなかった。翌月、アンリはフランス王とその同盟者であるアモーリー3世・ド・モンフォールによって攻撃されたブルトゥイユの町の防衛に参加し、またしてもフランス軍は敗北した。1124年、アンリの息子の一人であるギヨーム・ド・グランクールがブールテルードでの待ち伏せに加わった。アンリはアモーリー3世・ド・モンフォールを捕らえたが、ヘンリー1世に引き渡すことをせず、脱走することを選んだ。1127年、アンリは再び公然とギヨーム・クリトンを支持した。
アンリは1129年にフカルモンにシトー会修道院を創建し、この修道院は現在はラ・フォンテーヌ・サン・マルタンとして知られている。アンリは、ウーのノートルダム修道院のアウグスティヌス会律修司祭となり、修道生活に入った。アンリの死は、埋葬されているフカルモン修道院の死亡記録に7月12日と記されている。
アンリ1世の死により、息子ジャンがウー伯およびヘイスティングス領主となった。

## 結婚と子女
アンリ1世は最初にマティルドと、次にエルマントルドと結婚したが、どちらも出自は不明である。3度目にシュリー伯ギヨームの娘マルグリット・ド・シュリーと結婚した。2人の間には以下の子女が生まれた。
- ジャン（1170年没） - ウー伯、ヘイスティングス領主[1]
- ベアトリス
- マティルド（マオー）（1153年没）[1]
- エティエンヌ（1140年以降没）[1]

ギヨーム・ド・グランクール（1150年以降没）もアンリ1世の息子であるが、庶子であったと考えられている。